# Lanternarius brunneus
Lanternarius brunneus är en skalbaggsart som först beskrevs av Melsheimer 1844.  Lanternarius brunneus ingår i släktet Lanternarius och familjen strandgrävbaggar. Inga underarter finns listade i Catalogue of Life.